# Сороконожка (мультфильм)

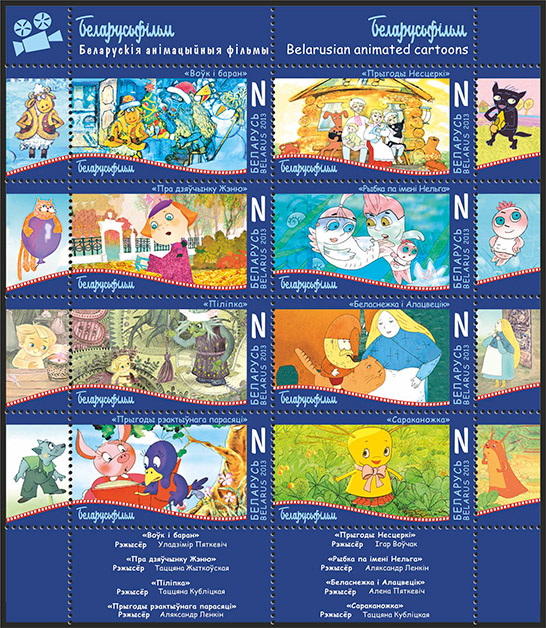
Мультфильм «Сороконожка» на блоке почтовых марок с мультфильмами «Беларусьфильм»

«Сороконожка» (укр. Сараканожка) — белорусский мультипликационный фильм, снятый на киностудии «Беларусьфильм» по заказу Министерства культуры Республики Беларусь.

## Сюжет
Героями фильма являются лесные жители: Сороконожка, Улитка, Ёжик, Жук и Муравей.
Проходя как-то раз по лесной тропинке, Ёжик увидел две маленькие туфельки, которые, как он подумал, потеряла Сороконожка. Он поставил их на полочку к остальным таким же её ботиночкам и пошёл своей дорогой. А Сороконожка, собираясь погулять, надела на все свои ножки туфельки, обнаружила ещё одну свободную пару. От испуга куда делись две её ножки, она стала громко плакать — на её рёв прибежали все соседи: Улитка, Ёжик и Жук. Но никакие уговоры не смогли убедить Сороконожку не плакать, а пойти и поискать ножки, которые, наверное, просто «убежали», как подумали все. Но где и как искать их — никто не знал.
Помочь беде решил пробегающий мимо Муравей, для чего он предложил сначала пересчитать все ножки у Сороконожки и выяснить, на самом ли деле их не хватает. Но никто из собравшихся не умел считать. Помог всё тот же Муравей, умеющий считать и писать. Оказалось, что 20 левых и 20 правых ножек на месте! Больше всех обрадовалась этому маленькая Сороконожка, которая решила пойти в школу научиться счёту и другим наукам, чтобы больше не попадать в такую историю. А лишняя пара туфелек уплыла вместе с озером слёз, который выплакала Сороконожка.

## Съёмочная группа
Над фильмом работали:
- Сценарист: Татьяна Кублицкая[3]
- Режиссёр: Татьяна Кублицкая
- Художники-постановщики: Татьяна Кублицкая, Елизавета Пастушенко
- Композитор: Владимир Кондрусевич
- Редактор: Дмитрий Якутович
- Художники-аниматоры: Ольга Каршакевич, Руслан Сивачёв, Александр Миронович, Андрей Сидоров, Валерий Козлов, Татьяна Яцына
- Роли озвучивали: Диана Запрудская, Евгений Ермолаев, Дарья Клименко, Александра Коршакевич, Мария Курилович
- Директор: Екатерина Кохнюк